# Vintilă Paraschivescu
Vintilă Paraschivescu (n. 7 februarie 1890, București, d. 6 februarie 1965) a fost un poet român asociat cu simbolismul. A absolvit liceul și Facultatea de drept la București. A debutat în 1911, la Junimea literară. Se apropie în 1912 de Convorbiri literare, unde publică poezii și articole. În 1914 se alătură grupului de la Viața nouă, devenind un mare admirator și prieten al lui Ovid Densusianu, al cărui executor testamentar va fi la moartea acestuia în 1938. Luptă pe front în 1916-1918. Polemizează la sfârșitul războiului cu Alexandru Macedonski. Este premiat în 1923 de Academia Română pentru volumul Cascadele luminii. O dată cu dispariția Vieții noi, poetul se retrage din literatură, consacrându-se activităților profesionale: avocat al statului și sef de contencios.

## Opere
- Cascadele luminii, București, 1921 (reeditată în 1938 la Ediutra Literară a Casei școalelor)

## Colaborări
Junimea literară (1911-1912); Convorbiri literare (1912, 1914, 1915); Viața nouă (1914-1925); Universul literar (1926); Sinteza (1927); Neamul românesc, Înălțarea etc.